# Курницький Іван Іванович
Курницький Іван Іванович (нар. 18 червня 1950, с. Сичівка Христинівського району Черкаської області) — український громадсько-політичний діяч, господарник. Заслужений працівник сільського господарства України (2004), член НДП. Голова Тернопільської ОДА (квітень 2002 — липень 2004), голова Тернопільського територіального відділення Антимонопольного комітету України (від грудня 2005).

## Життєпис
Закінчив сільськогосподарський інститут у м. Біла Церква Київської області (1976, нині аграрний університет).
Працював агрономом, заступником голови колгоспу ім. Лесі Українки Чортківського району (1976—1977), завідувачем організаційного відділу Чортківського райкому КПУ, заступником голови чортківського райвиконкому (1977—1983), інструктором Тернопільського обкому КПУ (1984—1987).
У 1987—1988 рр. — голова Кременецької районної ради. Від 1991 р. — директор Кременецького маслозаводу і голова правління агрофірми «Волинь» цього ж району.
У 1998—1999 — голова Монастириської РДА; у 1999—2000 — голова Кременецької районної ради, у 2000—2002 р. — консультант-інспектор відділу взаємодії з місцевими органами державної влади управління взаємодії з центральними і місцевими органами державної влади Головного управління організаційно-кадрової роботи і взаємовідносин з регіонами Адміністрації Президента України (м. Київ).

## Нагороди
- Почесна грамота Кабінету Міністрів України (2004)[6].
- Орден Святого Станіслава III ступеня[7] (2002).

## Джерело
- І. Дем'янова. Курницький Іван Іванович. Тернопільський енциклопедичний словник : у 4 т. / редкол.: Г. Яворський та ін. — Тернопіль : Видавничо-поліграфічний комбінат «Збруч», 2005. — Т. 2 : К — О. — С. 293. — ISBN 966-528-199-2.

| українська персоналія | Це незавершена стаття про особу, що має стосунок до України. Ви можете допомогти проєкту, виправивши або дописавши її. |